# Davis (Oklahoma)
Davis es una ciudad ubicada en los condados de Garvin y Murray en el estado estadounidense de Oklahoma. En el año 2010 tenía una población de 	2683 habitantes y una densidad poblacional de 94,14 personas por km².

## Geografía
Davis se encuentra ubicada en las coordenadas 34°29′52″N 97°7′37″O / 34.49778, -97.12694 (34.497858, -97.126933).

## Demografía
Según la Oficina del Censo en 2000 los ingresos medios por hogar en la localidad eran de $28,958 y los ingresos medios por familia eran $37,100. Los hombres tenían unos ingresos medios de $27,266 frente a los $16,667 para las mujeres. La renta per cápita para la localidad era de $13,604. Alrededor del 14.2% de la población estaban por debajo del umbral de pobreza.